# Врмац (форт)
42°25′16″ пн. ш. 18°44′57″ сх. д. / 42.421053° пн. ш. 18.749236° сх. д.
Форт Врмац (чорн. Tvrđava Vrmac, серб. Тврђава Врмац, нім. Werk Vermac) — колишній форт Австро-Угорської імперії, розташований на півдні пасма Врмац біля Тівату, Чорногорія. Засновано в 1860 році, проте побудовано в 1894—1897 роках, зазнав руйнування під час Першої світової війни, під час потужного артобстрілу чорногорцями. Було відремонтовано та роззброєно до закінчення війни та було залишено по окупації югославськими військами. На середину 2010-х це один з найкращих збережених австро-угорських укріплень у районі Которської затоки.

## Передмова

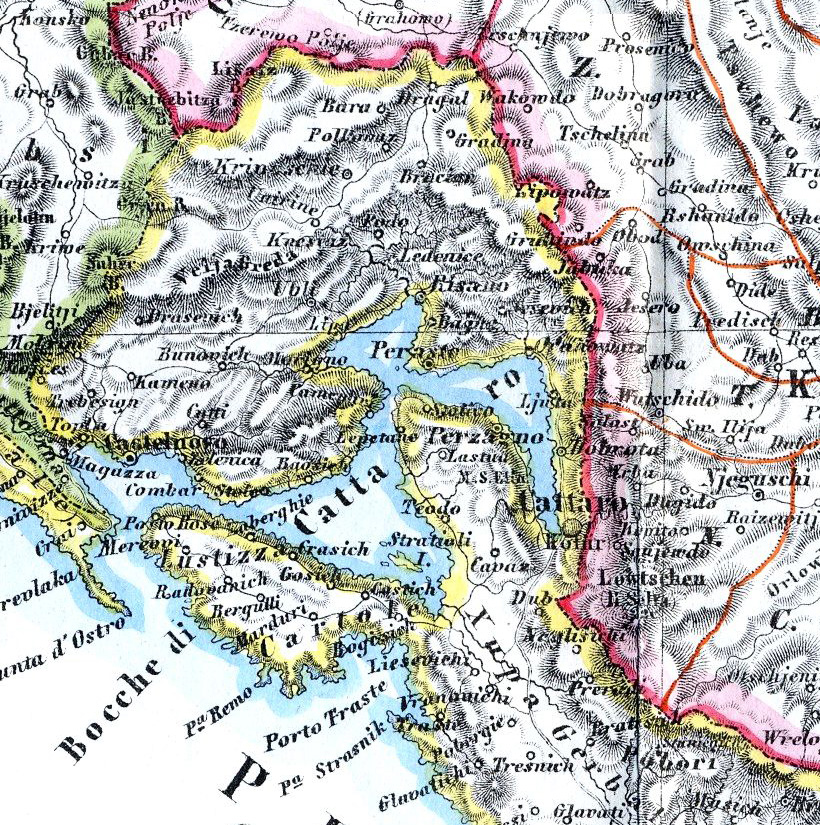
Мапа Которської затоки на 1862

Південь Австро-Угорської імперії включав територію Которської затоки, яку імперія використовувала як основну військово-морську базу, орієнтовану на місто Котор (відоме тоді як Каттаро (італ. Cattaro)). Проте контроль над затокою мало незалежне князівство (пізніше королівство) Чорногорія, яке контролювало гори на схід від Которської затоки.
Австро-угорці зіткнулися з істотними проблемами утримання терену, оскільки чорногорці та їхні російські союзники прагнули взяти під контроль затоку, а австрійське правління не було загальноприйнято жителями цього району. Два серйозних повстання були запроваджені потужним кланом Кривошіїв, що жили на східному схилі пасма Ор'єн над Рисаном. У 1869 році клан переміг австро-угорські війська, що намагались придушити повстання, але австрійський контроль було відновлено в 1882 році. Австрійці відреагували на повстання, побудувавші низку укріплень навколо затоки Котор і в стратегічних точках далі на суходолі.

## Розташування
Форт Врмац розташований на вапняковому пасмі Врмац, що сягає заввишки до 759 метрів і розділяє внутрішню і зовнішню частину Которської затоки. З вікон відкривається вид на Котор на схід, перевал Троїця, що веде до Котора на південь, і долину Жупа на захід. До форту можна потрапити через військову дорогу, побудовану австро-угорцями, що проходить через вершину хребта від перевалу Троїця до Горна-Ластова в муніципалітеті Тиват, або ж об'їзним шляхом, що веде до схилу гір від Міо, околиці Котора. Його позиція була обрана таким чином, щоб він міг підтримати віддалений Форт Горазда на іншому боці перевалу Троїця та батарею Шкальярі на півдні. З 1909 р. його також підтримував Форт Траште, розташований на пагорбах над рівниною Тивацько-полє на заході. Місце розташування — стратегічне, але було вразливим до артилерійського нападу з вершин гори Ловчен на іншій стороні затоки Котор.

## Опис
Форт складається з сильно укріпленої кам'яно-бетонної споруди, розташованої за ровом, захищеної трьома капонірами. На північному боці є окремий вхід, що доступний з рову і захищений капоніром. Дизайн подібний до фортець «Фогль-період» (нім. Vogl period) у Південному Тіролі з неправильною п'ятикутною формою, побудованою на двох рівнях. Головні гармати були розташовані в броньованих казематах, з гаубицями і башточками спостереження в сталевих куполах, виготовленими Škoda в Пльзені
Дах форту — бетонна плита завтовшки 1,5 м, яка була встановлена в 1906—7 роках після модернізації чорногорської артилерії. Казарми розташовані на нульовому і першому поверхах з північної сторони, а каземати розташовані в інших сторонах форту, повернувшись в бік потенційно ворожої території. Як арсенал боєприпасів використовувалася окрема будівля на північ від форту.

## Галерея

Екстер'єр форту Врмац
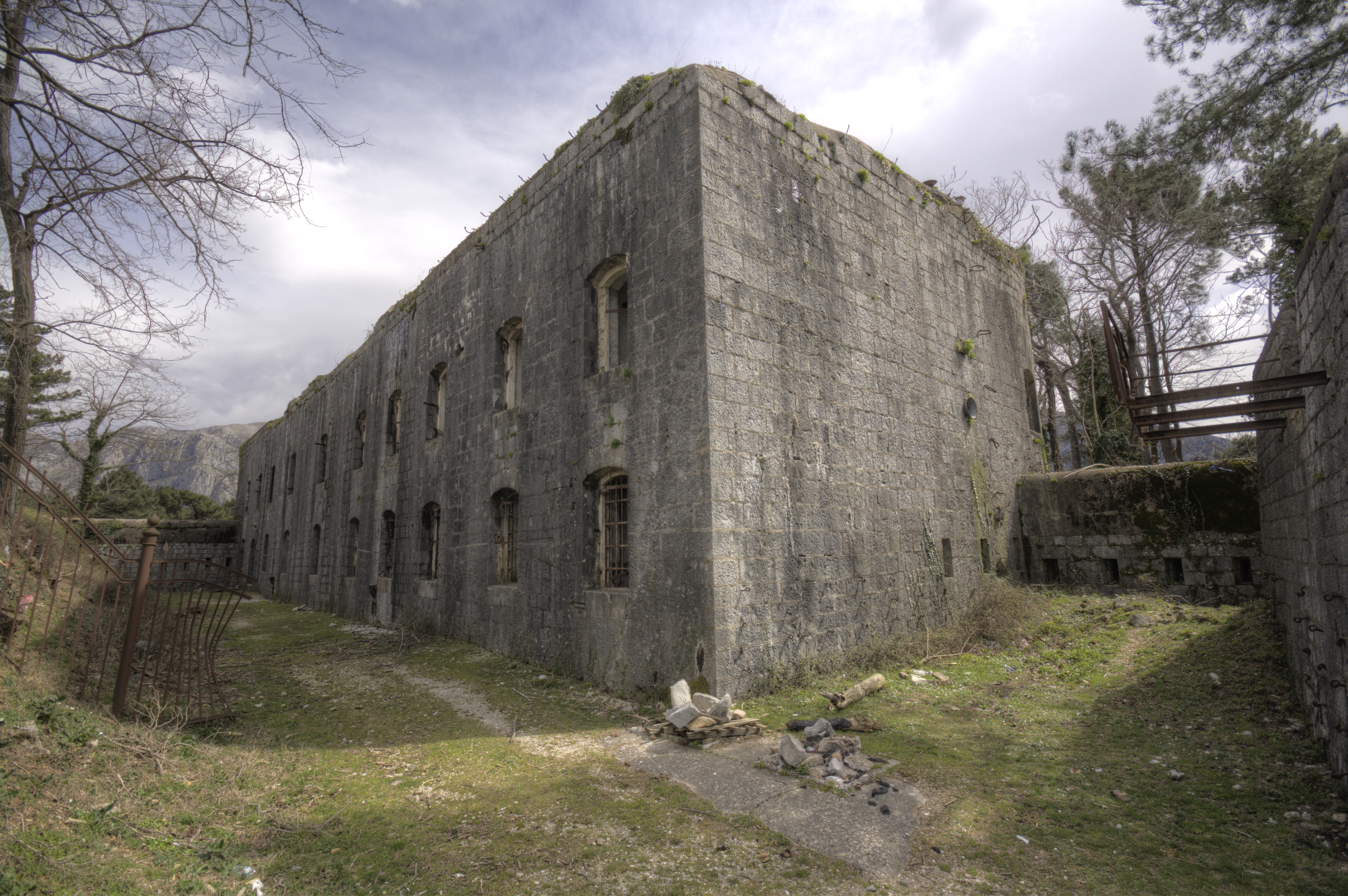
Оборонний рів і північна сторона форту Врмац
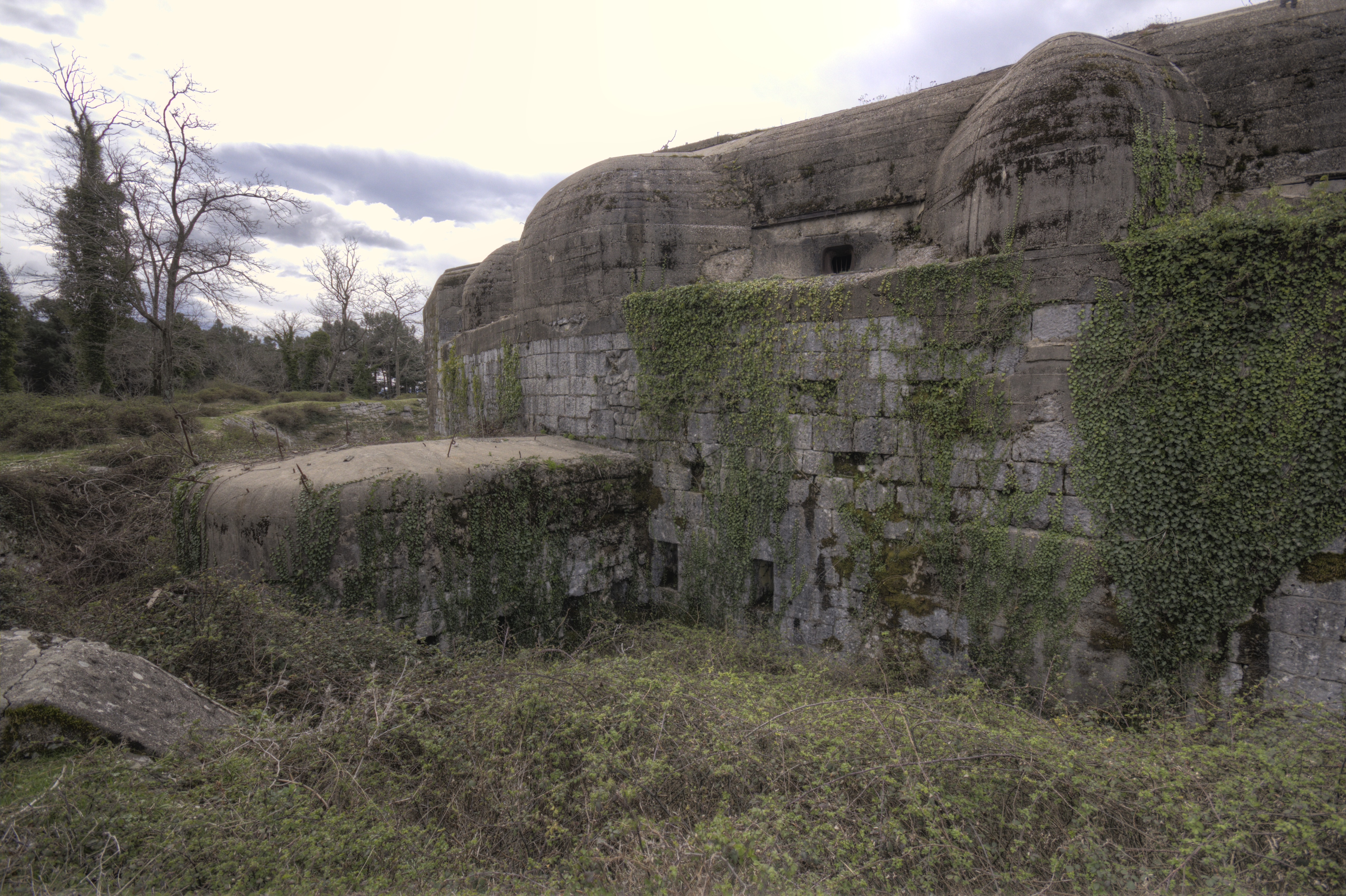
Вид на місця розташування бійниць на східній стороні форту
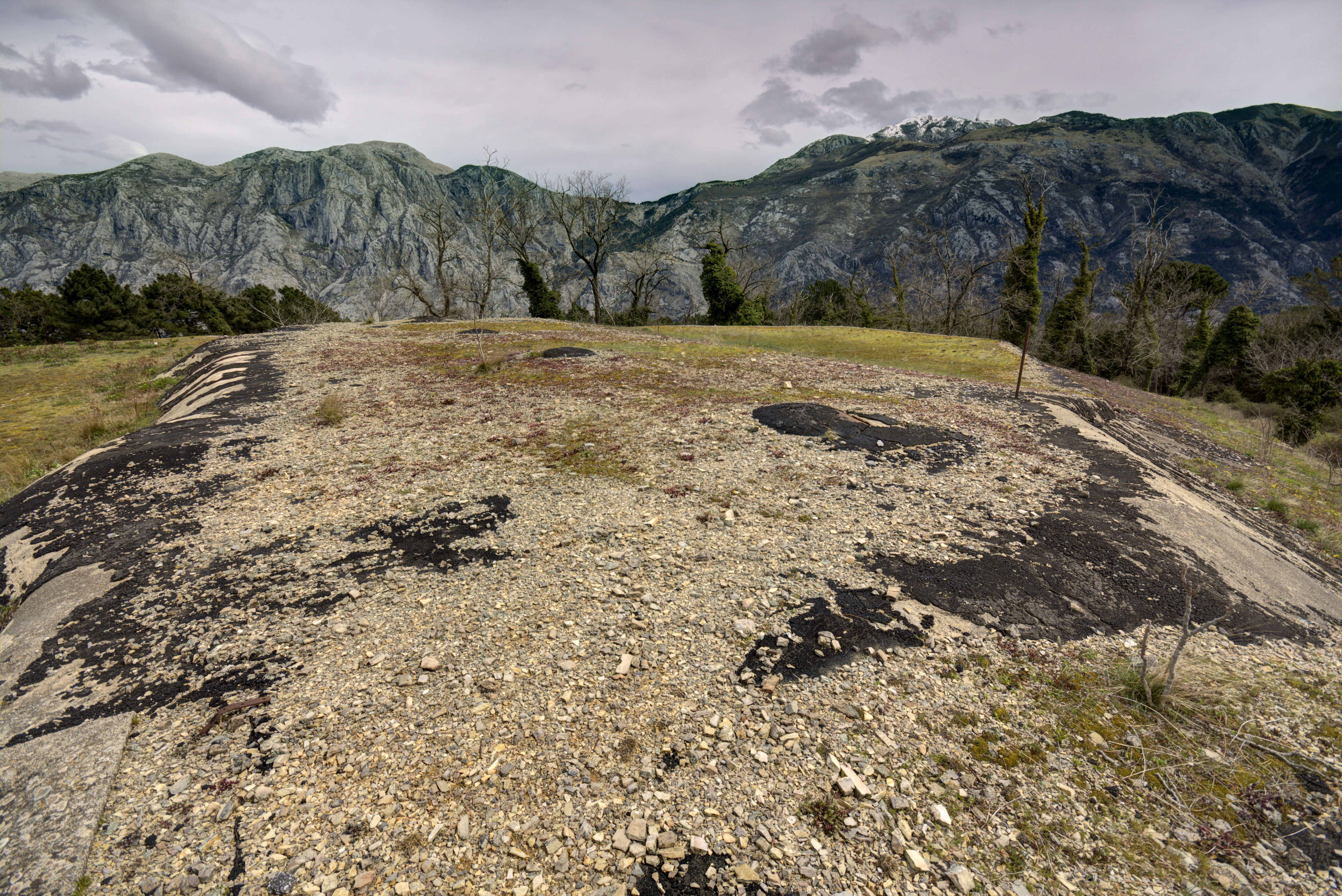
Вид на критий бітумом дах

Інтер'єр форту
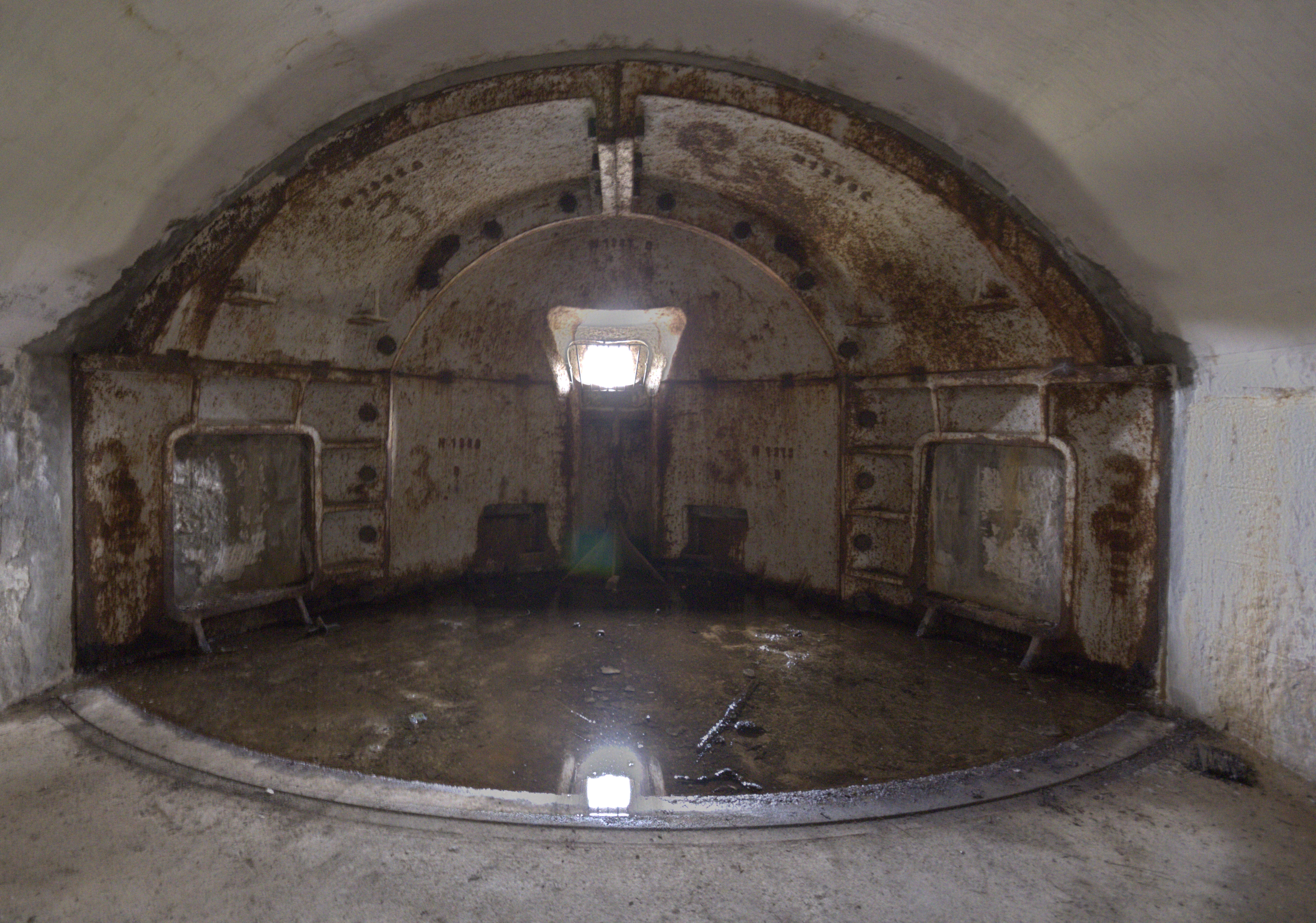
Один із казематів виробництва «Шкода» під гармату PH M05 10 см
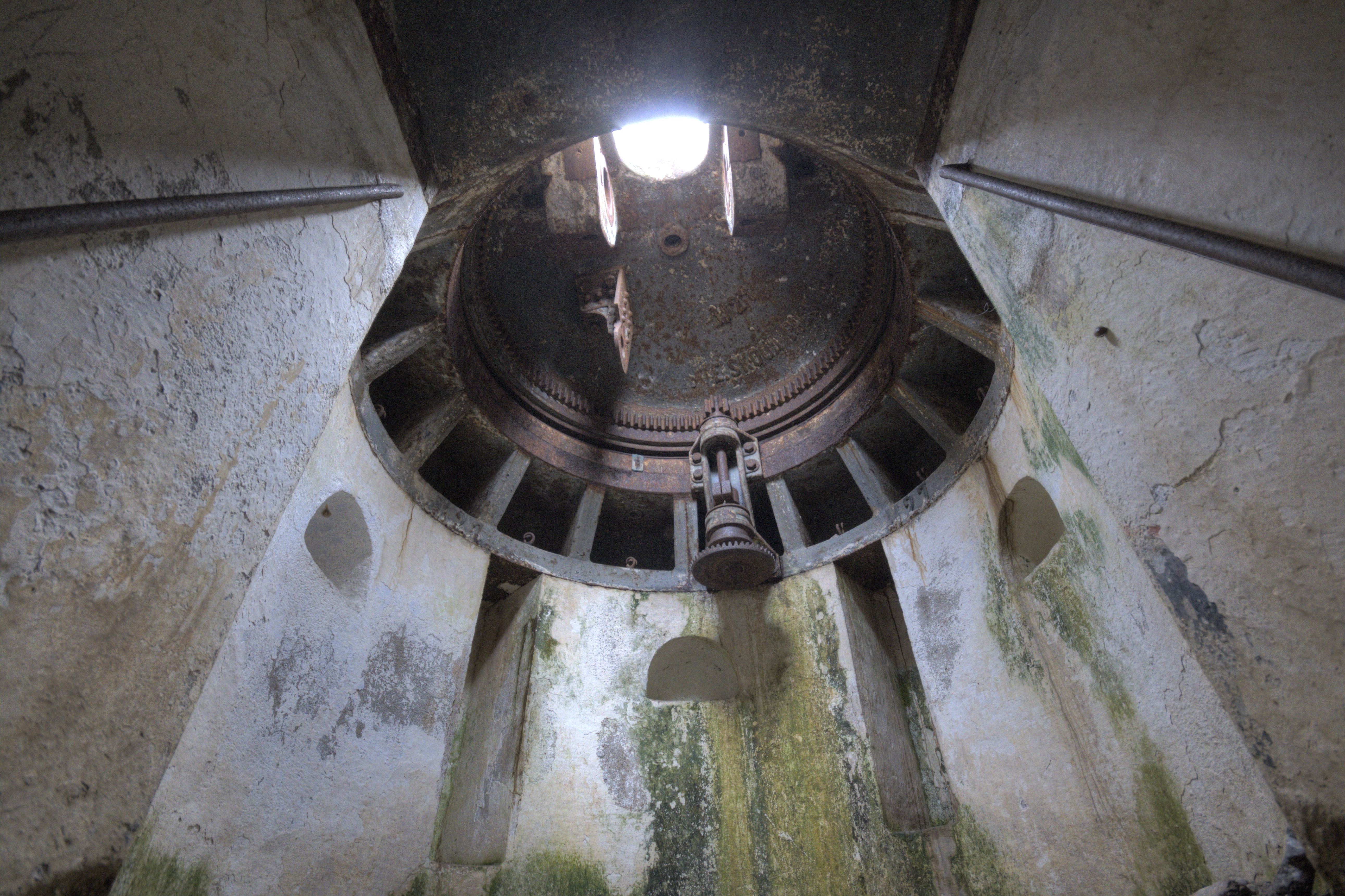
Інтер'єр турелі під міномет M80/85
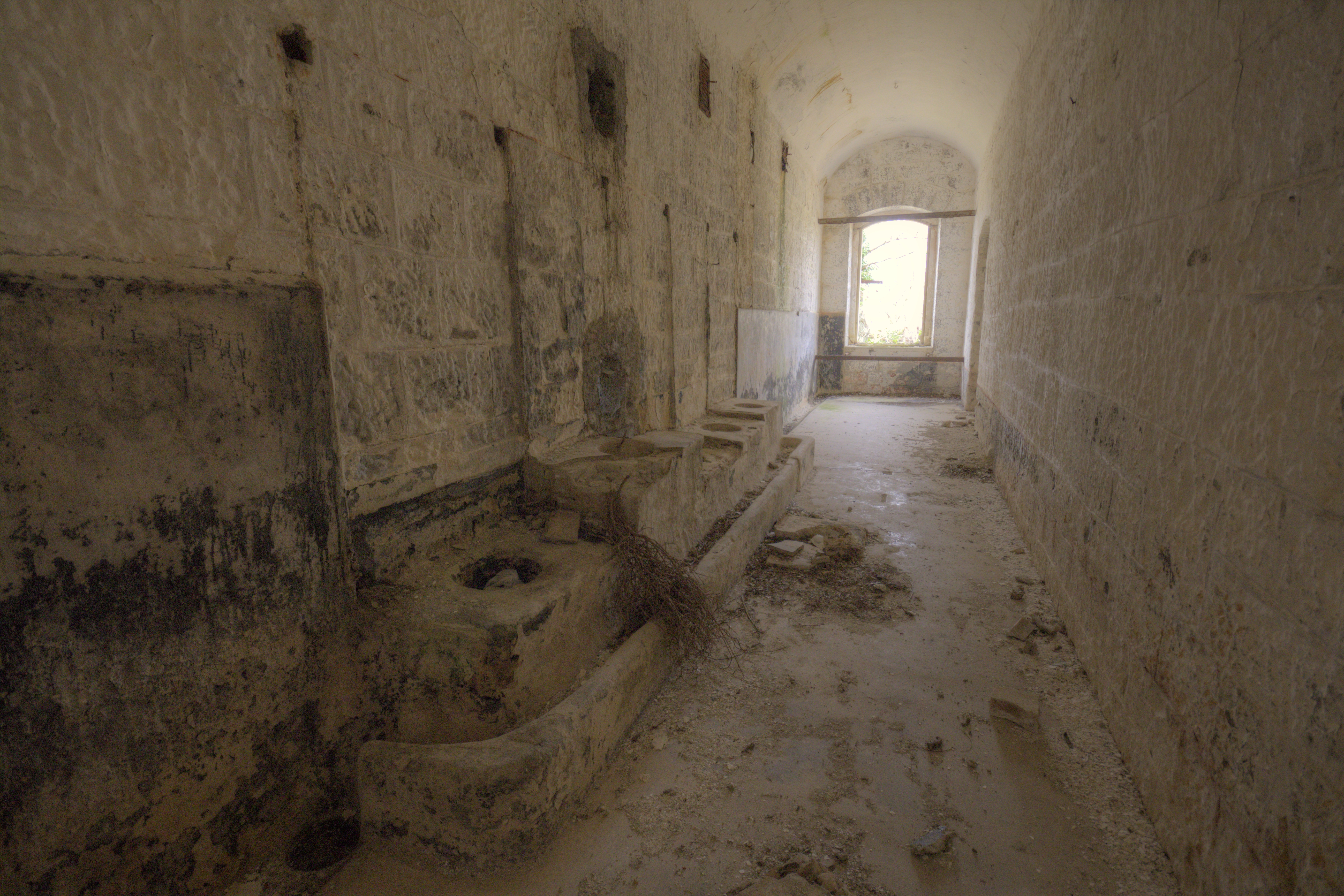
Кам'яні туалети в зоні персоналу